# Prva Liga 1948-1949
La Prva savezna liga FNRJ 1948-1949, conosciuta semplicemente come Prva liga 1948-1949, fu la 20ª edizione del campionato jugoslavo di calcio, la terza dopo la fine della Seconda guerra mondiale. La vittoria finale fu appannaggio del Partizan, al suo secondo titolo. Dalla stagione successiva il torneo passerà alla cadenza dell'anno solare primavera-autunno (come nel campionato sovietico), invece di quella autunno-primavera (più consono alla latitudine della Jugoslavia).

## Storia
Anche in questa annata il titolo jugoslavo si giocò sull'asse tra Zagabria e Belgrado. Il torneo presentava tre nuovi ingressi: quello del rientrante club montenegrino del Budućnost e quelli delle due matricole assolute dei serbi dello Sloga Novi Sad e della giovanissima squadra aviatoria del Naša Krila di Zemun. Il campionato fu vinto dal Partizan, che bissò così il successo di due anni prima. Capocannoniere del torneo fu Frane Matošić (Hajduk Spalato) con 16 reti.
Da segnalarsi la conclusione dell'esperienza jugoslava dell'Amatori Ponziana, che ebbe una stagione alquanto travagliata, anche a causa della nuova situazione politica conseguente all'espulsione della Jugoslavia dal Cominform: cominciato in ritardo il campionato, il sodalizio triestino non ottenne dall'ostile CONI il nullaosta necessario per poter usufruire dello Stadio Comunale e per tale motivo fu costretto a disputare gran parte dei propri incontri interni in campo neutro, solitamente a Lubiana, terminando il campionato in zona retrocessione. Nel settembre 1949 alcuni quotidiani triestini sostennero che l'avvocato Mauro della FIGC si era recato a Trieste per convincere le società triestine ad accogliere la richiesta dell'Amatori Ponziana di passare in seno alla FIGC, ma il presidente dell'A. Ponziana smentì tali indiscrezioni, assicurando che il proprio sodalizio avrebbe continuato a militare nei campionati jugoslavi (che sarebbero ricominciati nella primavera del 1950). A dispetto di tali dichiarazioni, l'Amatori Ponziana non si iscrisse ad alcun campionato nella stagione 1950 e di fatto si dissolse: secondo ricostruzioni moderne fu riassorbito dal Ponziana militante nel campionato italiano di Promozione (quarto livello) ma la FIGC squalificò per sei mesi tutti i giocatori che si erano tesserati nella FSJ. Le fonti dell'epoca, tuttavia, riportano che la squalifica semestrale era già stata inflitta nell'estate 1947, anche se secondo il periodico Il Lavoratore ancora nel 1949 la posizione di buona parte dei giocatori dell'Amatori era irregolare e passibile di ulteriori sanzioni.

## Squadre partecipanti
| Squadra           | Città           | Stadio              | 1947-48                                   |
| ----------------- | --------------- | ------------------- | ----------------------------------------- |
| FK Budućnost      | Titograd        | Stadion Pod Goricom | Vincitore della Druga liga                |
| NK Dinamo         | Zagabria        | Stadio Maksimir     | Campione                                  |
| NK Hajduk         | Spalato         | Stadion Hajduka     | 2º                                        |
| NK Lokomotiva     | Zagabria        | Stadion Zagreba     | 4º                                        |
| FK Metalac        | Belgrado        | Stadion Avala       | 6º                                        |
| FK Naša krila JRV | Zemun, Belgrado | Stadion Avala       | 3º in Druga liga, promosso dopo spareggio |
| JSD Partizan      | Belgrado        | Stadion Avala       | 3º                                        |
| SK Poncijana      | Trieste         | Stadio San Sabba    | 7º                                        |
| FK Crvena zvezda  | Belgrado        | Stadion Avala       | 5º                                        |
| FK Sloga          | Novi Sad        | Stadion Sloge       | 2º in Druga liga                          |

## Classifica finale
|                       | Pos. | Squadra             | Pt | G  | V  | N | P  | GF | GS | QR    |
| --------------------- | ---- | ------------------- | -- | -- | -- | - | -- | -- | -- | ----- |
| Jugoslavia (bandiera) | 1.   | Partizan            | 29 | 18 | 14 | 1 | 3  | 39 | 14 | 2.785 |
|                       | 2.   | Stella Rossa        | 26 | 18 | 11 | 4 | 3  | 37 | 19 | 1,947 |
|                       | 3.   | Hajduk Spalato      | 25 | 18 | 10 | 5 | 3  | 41 | 20 | 2,050 |
|                       | 4.   | Dinamo Zagabria     | 19 | 18 | 7  | 5 | 6  | 29 | 25 | 1,160 |
|                       | 5.   | Naša krila          | 16 | 18 | 6  | 4 | 8  | 32 | 28 | 1,142 |
|                       | 6.   | Budućnost           | 16 | 18 | 6  | 4 | 8  | 29 | 36 | 0,805 |
|                       | 7.   | Metalac Belgrado    | 14 | 18 | 5  | 4 | 9  | 31 | 34 | 0,911 |
|                       | 8.   | Lokomotiva Zagabria | 13 | 18 | 6  | 1 | 11 | 23 | 38 | 0,605 |
|                       | 9.   | Sloga Novi Sad      | 12 | 18 | 5  | 2 | 11 | 17 | 31 | 0,548 |
|                       | 10.  | Ponziana            | 10 | 18 | 3  | 4 | 11 | 12 | 45 | 0,266 |
| Fonte: exyufudbal     |      |                     |    |    |    |   |    |    |    |       |

Legenda:
      Campione di Jugoslavia
      Retrocessa in Druga Liga 1950
Note:

Due punti a vittoria, uno a pareggio, zero a sconfitta.

In caso di arrivo di due o più squadre a pari punti, la graduatoria viene stilata secondo il quoziente reti delle squadre interessate.

### Classifica marcatori
| Reti                                                                      | Marcatore            | Squadra         |
| ------------------------------------------------------------------------- | -------------------- | --------------- |
| 16                                                                        | Frane Matošić        | Hajduk Spalato  |
| 15                                                                        | Kosta Tomašević      | Stella Rossa    |
| 13                                                                        | Stjepan Bobek        | Partizan        |
| 12                                                                        | Zvonimir Cimermančić | Dinamo Zagabria |
| 11                                                                        | Marko Valok          | Partizan        |
| 11                                                                        | Franjo Wölfl         | Dinamo Zagabria |
| Fonte: sportnet.rtl.hr Archiviato il 15 ottobre 2017 in Internet Archive. |                      |                 |

## Risultati
| Andata (1ª)  | Andata (1ª) | 1ª giornata               | Ritorno (10ª) | Ritorno (10ª) |
|              |             |                           |               |               |
| 12 set. 1948 | 2-0         | Naša Krila - Dinamo       | 2-0           | 20 mar. 1949  |
| 12 set. 1948 | 7-0         | Metalac - Budućnost       | 1-2           | 20 mar. 1949  |
| 12 set. 1948 | 3-0         | Hajduk - Sloga            | 2-1           | 20 mar. 1949  |
| 12 set. 1948 | 2-1         | Stella Rossa - Lokomotiva | 2-0           | 20 mar. 1949  |
| 12 set. 1948 | 1-4         | Ponziana - Partizan       | 0-4           | 20 mar. 1949  |

| Andata (2ª)  | Andata (2ª) | 2ª giornata           | Ritorno (11ª) | Ritorno (11ª) |
|              |             |                       |               |               |
| 19 set. 1948 | 2-1         | Dinamo - Partizan     | 1-3           | 27 mar. 1949  |
| 19 set. 1948 | 4-0         | Lokomotiva - Ponziana | 2-0           | 27 mar. 1949  |
| 19 set. 1948 | 1-2         | Sloga - Stella Rossa  | 1-3           | 27 mar. 1949  |
| 19 set. 1948 | 2-5         | Budućnost - Hajduk    | 1-2           | 27 mar. 1949  |
| 19 set. 1948 | 0-0         | Naša Krila - Metalac  | 5-1           | 27 mar. 1949  |

| Andata (3ª)  | Andata (3ª) | 3ª giornata              | Ritorno (12ª) | Ritorno (12ª) |
|              |             |                          |               |               |
| 26 set. 1948 | 1-1         | Metalac - Dinamo         | 2-2           | 3 apr. 1949   |
| 26 set. 1948 | 1-1         | Hajduk - Naša Krila      | 1-1           | 3 apr. 1949   |
| 26 set. 1948 | 1-1         | Stella Rossa - Budućnost | 3-2           | 3 apr. 1949   |
| 26 set. 1948 | 0-0         | Sloga - Ponziana         | 1-2           | 3 apr. 1949   |
| 26 set. 1948 | 2-0         | Partizan - Lokomotiva    | 3-0           | 3 apr. 1949   |

| Andata (4ª) | Andata (4ª) | 4ª giornata               | Ritorno (13ª) | Ritorno (13ª) |
|             |             |                           |               |               |
| 3 ott. 1948 | 3-0         | Dinamo - Lokomotiva       | 3-1           | 10 apr. 1949  |
| 3 ott. 1948 | 1-0         | Sloga - Partizan          | 0-2           | 10 apr. 1949  |
| 3 ott. 1948 | 1-1         | Budućnost - Ponziana      | 0-0           | 10 apr. 1949  |
| 3 ott. 1948 | 1-3         | Naša Krila - Stella Rossa | 0-0           | 10 apr. 1949  |
| 3 ott. 1948 | 0-3         | Metalac - Hajduk          | 0-4           | 10 apr. 1949  |

| Andata (5ª)  | Andata (5ª) | 5ª giornata            | Ritorno (14ª) | Ritorno (14ª) |
|              |             |                        |               |               |
| 10 ott. 1948 | 1-2         | Hajduk - Dinamo        | 1-1           | 17 apr. 1949  |
| 10 ott. 1948 | 4-1         | Stella Rossa - Metalac | 3-0           | 17 apr. 1949  |
| 10 ott. 1948 | 3-2         | Ponziana - Naša Krila  | 2-6           | 17 apr. 1949  |
| 10 ott. 1948 | 2-1         | Partizan - Budućnost   | 0-2           | 17 apr. 1949  |
| 10 ott. 1948 | 4-1         | Lokomotiva - Sloga     | 0-1           | 17 apr. 1949  |

| Andata (6ª)  | Andata (6ª) | 6ª giornata            | Ritorno (15ª) | Ritorno (15ª) |
|              |             |                        |               |               |
| 17 ott. 1948 | 3-1         | Dinamo - Sloga         | 0-1           | 24 apr. 1949  |
| 17 ott. 1948 | 3-0         | Budućnost - Lokomotiva | 1-2           | 24 apr. 1949  |
| 17 ott. 1948 | 0-1         | Naša Krila - Partizan  | 2-3           | 24 apr. 1949  |
| 17 ott. 1948 | 2-0         | Metalac - Ponziana     | 4-0           | 24 apr. 1949  |
| 17 ott. 1948 | 3-2         | Hajduk - Stella Rossa  | 1-1           | 24 apr. 1949  |

| Andata (7ª)  | Andata (7ª) | 7ª giornata             | Ritorno (16ª) | Ritorno (16ª) |
|              |             |                         |               |               |
| 24 ott. 1948 | 2-1         | Stella Rossa - Dinamo   | 3-1           | 15 mag. 1949  |
| 24 ott. 1948 | 0-3         | Ponziana - Hajduk       | 1-5           | 15 mag. 1949  |
| 24 ott. 1948 | 3-1         | Partizan - Metalac      | 3-0           | 15 mag. 1949  |
| 24 ott. 1948 | 4-0         | Lokomotiva - Naša Krila | 0-4           | 15 mag. 1949  |
| 24 ott. 1948 | 0-1         | Sloga - Budućnost       | 2-4           | 15 mag. 1949  |

| Andata (8ª)  | Andata (8ª) | 8ª giornata             | Ritorno (17ª) | Ritorno (17ª) |
|              |             |                         |               |               |
| 31 ott. 1948 | 5-3         | Dinamo - Budućnost      | 1-1           | 8 mag. 1949   |
| 31 ott. 1948 | 1-2         | Naša Krila - Sloga      | 1-3           | 8 mag. 1949   |
| 31 ott. 1948 | 8-2         | Metalac - Lokomotiva    | 0-1           | 8 mag. 1949   |
| 31 ott. 1948 | 1-3         | Hajduk - Partizan       | 0-2           | 8 mag. 1949   |
| 31 ott. 1948 | 3-0         | Stella Rossa - Ponziana | 1-2           | 8 mag. 1949   |

| \| Andata (9ª) \| Andata (9ª) \| 9ª giornata \| Ritorno (18ª) \| Ritorno (18ª) \| \| \| \| \| \| \| \| 7 nov. 1948 \| 0-0[12] \| Ponziana - Dinamo \| 0-3 \| 1º mag. 1949 \| \| 7 nov. 1948 \| 1-0 \| Partizan - Stella Rossa \| 2-2 \| 1º mag. 1949 \| \| 7 nov. 1948 \| 1-1 \| Lokomotiva - Hajduk \| 1-4 \| 1º mag. 1949 \| \| 7 nov. 1948 \| 1-1 \| Sloga - Metalac \| 0-2 \| 1º mag. 1949 \| \| 7 nov. 1948 \| 3-1 \| Budućnost - Naša Krila \| 1-3 \| 1º mag. 1949 \| |             |                         |               |               |
| Andata (9ª) | Andata (9ª) | 9ª giornata             | Ritorno (18ª) | Ritorno (18ª) |
| |             |                         |               |               |
| 7 nov. 1948 | 0-0         | Ponziana - Dinamo       | 0-3           | 1º mag. 1949  |
| 7 nov. 1948 | 1-0         | Partizan - Stella Rossa | 2-2           | 1º mag. 1949  |
| 7 nov. 1948 | 1-1         | Lokomotiva - Hajduk     | 1-4           | 1º mag. 1949  |
| 7 nov. 1948 | 1-1         | Sloga - Metalac         | 0-2           | 1º mag. 1949  |
| 7 nov. 1948 | 3-1         | Budućnost - Naša Krila  | 1-3           | 1º mag. 1949  |

Fonte: sportnet.rtl.hr Archiviato il 15 ottobre 2017 in Internet Archive.